# Акт про капітуляцію Японії

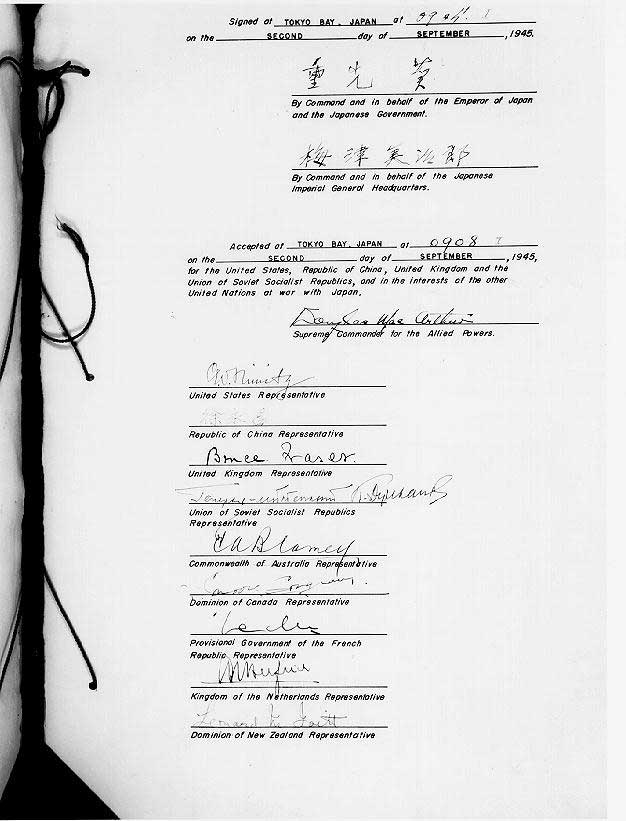
Лист документа з підписами представників країн

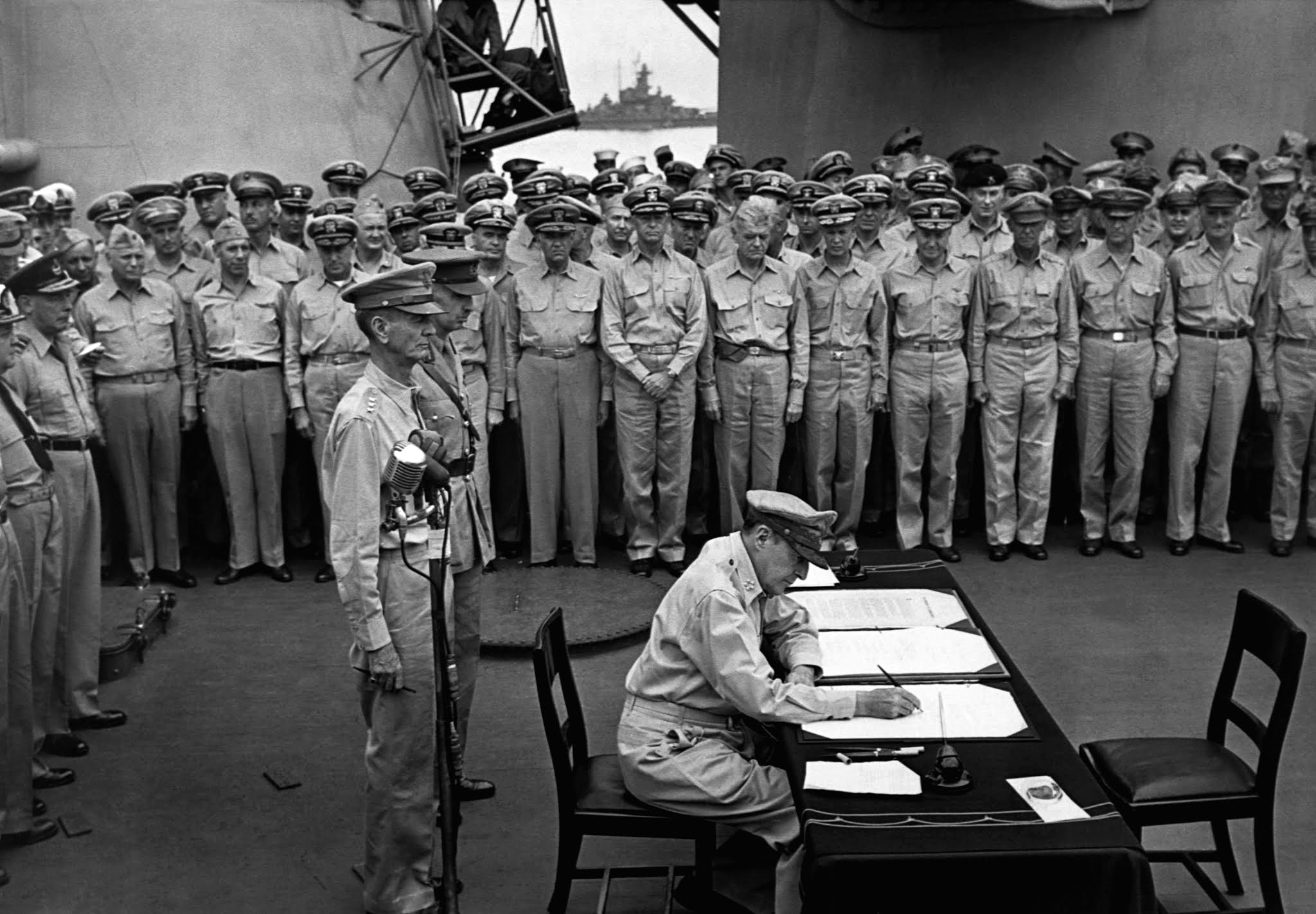
Підписання Акту про капітуляцію Японії генералом Макартуром

Капітуляція Японської імперії ознаменувала собою завершення Другої світової війни, зокрема війни на Тихому океані та радянсько-японської війни.
10 серпня 1945 Японія офіційно заявила про готовність прийняти Потсдамські умови капітуляції із застереженням щодо збереження структури імператорської влади в країні. 11 серпня США відкинули японську поправку, наполягаючи на формулі Потсдамської конференції; в результаті 14 серпня Японія офіційно прийняла умови капітуляції і повідомила про це союзникам.
Формальна капітуляція підписана 2 вересня 1945 року о 9:02 за токійським часом на борту американського лінкора «Міссурі» (BB-63) в Токійській затоці. Від Японії акт про капітуляцію підписали міністр закордонних справ  Мамору   Сігеміцу і начальник Генштабу Йосідзіро Умедзу. Від союзних держав акт підписав спочатку верховний командувач союзних держав генерал армії (США) Дуглас Макартур, а потім інші представники, зокрема, адмірал Честер Німіц — від США, Брюс Фрезер — від Великої Британії, генерал-лейтенант К. М. Дерев'янко — від СРСР.
День 3 вересня був оголошений в СРСР Днем Перемоги над Японією, проте це свято не прижилося.

## Цікаві факти
Онода Хіроо
- Ще 29 років після закінчення війни і підписання Японією Акту про капітуляцію Хіроо Онода — молодший лейтенант військової розвідки японських збройних сил вів партизанську війну, результатом якої стали 130 вбитих і поранених людей. Знайдений японським студентом Норіо Судзукі, лейтенант Онода вийшов з джунглів і здався владі Філіппін тільки після наказу безпосереднього командира Хіро, майора Танігуті 10 березня 1974, через 29 років після закінчення війни, в повному обмундируванні, маючи на руках справну гвинтівку Арисака тип 99, 500 патронів до неї, кілька ручних гранат та японський меч.

### Зовнішні джерела
- Стаття в «Известиях» від 4 вересня 1945 року про капітуляцію Японії [Архівовано 19 січня 2012 у Wayback Machine.]
- «Капітуляція Японії прийняв!»[недоступне посилання з лютого 2019] Стаття про Кузьму Миколайовича Дерев'янка
- National Archives & Records Administration Featured Document [Архівовано 5 січня 2010 у Wayback Machine.] (англ.)
- інтерв'ю капітана лінкора Міссурі Стюарта Мюррея про церемонію підписання капітуляції (англ.)
- Alsos Digital Library bibliography of references on Japan's surrender (англ.)
- Акт капітуляції Японії (повний текст) [Архівовано 18 жовтня 2006 у Wayback Machine.] (англ.)
- MaritimeQuest Japanese Surrender Pages] (англ.)

### Відео
- YouTube — JAPANESE SIGN FINAL SURRENDER on USS Missouri (中 英文 字幕) [Архівовано 26 березня 2021 у Wayback Machine.]